# SNCAC NC.1070
Die SNCAC NC.1070 war ein Projekt eines französischen trägergestützten Torpedobombers. Es ging nicht in Serie.

## Geschichte
Die Entwicklung der NC.1070 geht auf eine Ausschreibung der französischen Marine zurück, die bereits vor der Befreiung Frankreichs vorbereitet wurde. Das Projekt wurde von der Marine zunächst positiv aufgenommen. Am 20. August 1945 erhielt die Société Nationale de Constructions Aéronautiques du Centre den Auftrag für drei Prototypen, der Auftrag für das dritte Flugzeug wurde jedoch am 25. April 1946 storniert. Der Erstflug der NC.1070 erfolgte am 23. Mai 1947. Anschließend wurden fast ein Jahr lang Testflüge durchgeführt. Mit den Flugeigenschaften an sich war man zufrieden, bemängelt wurde aber, dass die Triebwerke zu schwach waren. Deren theoretische Leistung von je 1.600 PS wurde nicht erreicht. Am 9. März 1948 wurde der Prototyp bei der Landung beschädigt und nicht repariert, da die Marine das Interesse an dem Flugzeug verloren hatte. Der zweite Prototyp wurde zum ersten französischen Strahltrainer NC.1071 umgebaut, der jedoch ebenfalls nicht in Serie ging.
Auf die gleiche Ausschreibung geht die Nord 1500 Noréclair zurück. Auch diese ging nicht in Serie.

## Konstruktion
Die NC.1070 war ein Mitteldecker aus Ganzmetall mit doppeltem Seitenleitwerk und hoch aufgesetztem Höhenleitwerk. Das Höhenleitwerk war auf den Triebwerksgondeln aufgesetzt, die Triebwerksgondeln waren fast so lang wie der Rumpf. Das Fahrwerk war als Bugradfahrwerk ausgeführt. Das Bugrad war nach links versetzt, um ein besseres Zielen zu ermöglichen. Die Hauptfahrwerke wurden in die Triebwerksgondeln eingezogen. Die Tragflächen waren zweifach faltbar, um die Unterbringung des Flugzeugs auf Flugzeugträgern zu erleichtern. Die Kabinen aller Besatzungsmitglieder waren stark gepanzert. Die Propeller waren dreiblättrig und drehten in entgegengesetzten Richtungen.

## Technische Daten
| Kenngröße             | Daten                                                                  |
| --------------------- | ---------------------------------------------------------------------- |
| Besatzung             | 3                                                                      |
| Länge                 | 10,21 m                                                                |
| Spannweite            | 20,00 m                                                                |
| Höhe                  | 4,15 m                                                                 |
| Flügelfläche          | 50,00 m²                                                               |
| Flügelstreckung       | 7,2                                                                    |
| Leermasse             | 7.850 kg                                                               |
| maximale Startmasse   | 10.840 kg                                                              |
| Triebwerk             | 2 Doppelsternmotoren Gnome et Rhône 14R-25, je 1.600 PS (ca. 1.180 kW) |
| Höchstgeschwindigkeit | 578 km/h                                                               |
| Steigleistung         | 583 m/min                                                              |
| Dienstgipfelhöhe      | 9.950 m                                                                |
| Aktionsradius         | 3.400 km                                                               |
| Bewaffnung            | ein Torpedo oder 800 kg Bomben, 2 × 2 Mauser MG 151 20 mm              |